# Љубав у божићно доба
Љубав у божићно доба (енгл. Falling for Christmas) је америчка божићна романтична комедија из 2022. године, у режији Џенин Дејмијан, по сценарију Џефа Бонета и Рона Оливера. Главну улогу тумачи Линдси Лохан, којој је ово прва улога у великој продукцији након више од деценије док се опорављала од зависности и правних проблема.
Приказан је 10. новембра 2022. године за Netflix.

## Премиса
Изгубивши памћење у несрећи на скијању, размажена наследница за време божићних празника заврши у дому удовца и његове ћерке.

## Улоге
| Глумац            | Улога             |
| ----------------- | ----------------- |
| Линдси Лохан      | Сијера Белмонт    |
| Корд Оверстрит    | Џејк Расел        |
| Џорџ Јанг         | Тед Ферчајлд      |
| Џек Вагнер        | Борегар Белмонт   |
| Оливија Перез     | Ејви              |
| Алехандра Флорес  | Алехандра Карлајл |
| Чејс Ремзи        | Тери Карвер       |
| Шон Дилингам      | Ралф              |
| Антонио Д. Чарити | шериф Борден      |
| Блајд Хауард      | др Лајла Монро    |
| Алијана Лохан     | Бјанка            |